# Kacza Siklawa
Kacza Siklawa (słow. Kačací vodopád, Hviezdoslavov vodopád) – wodospad na progu Doliny Kaczej (Kačacia dolina) – odnogi Doliny Białej Wody (Bielovodská dolina) w słowackich Tatrach Wysokich. Tworzy go Kaczy Potok (Kačací potok) wypływający z Zielonego Stawu Kaczego (Zelené pleso Kačacie). Słowacka nazwa odnosi się do poety Pavla Országha Hviezdoslava.
Janusz Chmielowski w 1812 r. określił wodospad jako „niebrzydki i dość duży”. Witold Henryk Paryski jako pierwszy podał jego wysokość – około 15 m. Ivan Bohus za Paryskim powtórzył tę wysokość jak „za Panią Matką”. Według Władysława Cywińskiego jednak wodospad ma łączną wysokość 65 metrów. Składa się z sześciu części: pionowego uskoku o wysokości 30 m i pięciu kilkumetrowej wysokości kaskad. Nie istnieje ścisła definicja wodospadu określająca pod jakim kątem ma być nachylony stok, by spływającą po nim wodę określić jako wodospad.
Do wodospadu nie prowadzi żaden szlak turystyczny, jednak nieopodal przechodzi niebieski szlak turystyczny z Łysej Polany na Rohatkę (Prielom).